# Supercoppa d'Islanda 2004
La Meistarakeppni karla 2004 è  stata la 33ª edizione di tale competizione. Si è disputata il 5 marzo 2004.
A contendersi il trofeo sono il KR Reykjavík vincitore del campionato che l'ÍA Akraness, trionfatore nella coppa nazionale.
Ad aggiudicarsi il trofeo è stato il ÍA Akranes per la prima volta nella sua storia.

## Tabellino
| Arbitro: | Jóhannes Valgeirsson |

|  |           |                                          |
|  | Marcatori | 15’ Sveinsson 30’ Johnsson 43’ Þórðarson |